# Fanambana (rivier)
De Fanambana is een rivier in Madagaskar. De rivier is 215 km lang en is gelegen in de noordelijke regio Diana. 
De oorsprong van de rivier is te vinden bij het nationaal park Marojejy en mondt uit in de Indische Oceaan. De Fanambana kruist de Route nationale 5a.

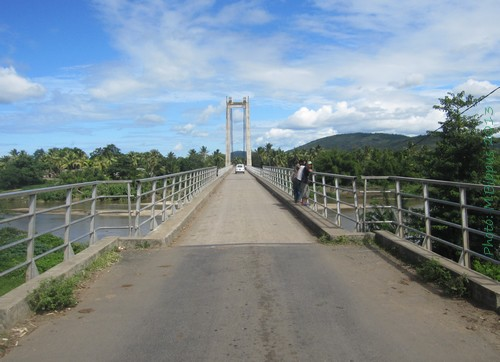
Brug over de Fanambana die onderdeel uitmaakt van de Route nationale 5a